# Ballspielverein Borussia 09 Dortmund 2017-2018
Questa pagina raccoglie i dati riguardanti il Ballspielverein Borussia 09 Dortmund nelle competizioni ufficiali della stagione 2017-2018.

## Stagione
La stagione 2017/2018 si è aperta ufficialmente il 5 agosto, nella sfida casalinga contro i rivali del Bayern Monaco, persa ai calci di rigore; inoltre, tale data è coincisa con l'esordio sulla panchina dei gialloneri di Peter Bosz, ex tecnico dei lancieri dell'Ajax che è andato a sostituire l'ex tecnico Thomas Tuchel, artefice della vittoria della Coppa di Germania 2016-2017. In campionato i gialloneri ottengono due vittorie nelle prime due partite, rispettivamente contro il Wolfsburg e l'Hertha Berlino, prima di ottenere un pareggio a reti inviolate con il Friburgo. Il 13 settembre, in trasferta, arriva la prima sconfitta stagionale in Champions League contro il Tottenham per 3-1. In Bundesliga arrivano 3 vittorie nette contro il Colonia, l'Amburgo ed il Borussia Mönchengladbach, con quest'ultima che riuscirà a far subire la prima rete stagionale a Roman Bürki in Germania. Il 26 settembre, in casa, arriva la seconda sconfitta stagionale in Champions League, contro i detentori del Real Madrid. Il 14 ottobre arriva la prima sconfitta in campionato, tra le mura amiche del Westfalenstadion per 2 reti a 3, ad opera del Red Bull Lipsia.

## Maglie e sponsor
La divisa casalinga del Borussia Dortmund è stata presentata il 20 maggio 2017 con la campagna "Pure Emotion" di Puma. Il brand tedesco ha rivoluzionato la divisa che, rispetto al'edizione passata, presenta delle righe orizzontali sfumate verso l'esterno ed un colletto a forma di "V". Pantaloncini e calzettoni sono rispettivamente neri e nero-gialli. Da segnalare, inoltre, l'iniziativa promossa dal club tedesco che ha invitato i propri tifosi ad inviare dei messaggi di supporto per stamparli nel colletto interno della maglia in occasione delle gare contro il Werder Brema e l'Eintracht Francoforte. La divisa da trasferta del Borussia Dortmund è stata presentata il 12 luglio; promoter del kit da trasferta è stato il difensore spagnolo Marc Bartra, giocatore rimasto ferito in seguito alle tre esplosioni dell'11 aprile 2017. La terza divisa, infine, è grigia coi pantaloncini e i calzettoni bianchi.
| Casa | Trasferta | Terza maglia |

## Organigramma societario
Area tecnica
- Allenatore: Peter Stöger
- Allenatore in seconda: Serdar Ayar, Alexander Bade, Jörg Heinrich, Manfred Schmid, Kai-Norman Schulz
- Preparatore dei portieri: Wolfgang de Beer, Matthias Kleinsteiber
- Preparatori atletici: Andreas Beck, Anke Steffen, Florian Wangler, Swantje Thomßen, Thorben Voeste, Olaf Wehmer, Thomas Zetzmann

## Rosa
| N. |                        | Ruolo | Calciatore                |
| -- | ---------------------- | ----- | ------------------------- |
| 1  | Germania (bandiera)    | P     | Roman Weidenfeller        |
| 2  | Francia (bandiera)     | D     | Dan-Axel Zagadou          |
| 4  | Serbia (bandiera)      | D     | Neven Subotić             |
| 5  | Spagna (bandiera)      | D     | Marc Bartra               |
| 7  | Inghilterra (bandiera) | A     | Jadon Sancho              |
| 8  | Turchia (bandiera)     | C     | Nuri Şahin                |
| 9  | Ucraina (bandiera)     | A     | Andrij Jarmolenko         |
| 10 | Germania (bandiera)    | C     | Mario Götze               |
| 11 | Germania (bandiera)    | A     | Marco Reus (capitano)     |
| 13 | Portogallo (bandiera)  | D     | Raphaël Guerreiro         |
| 14 | Svezia (bandiera)      | A     | Alexander Isak            |
| 15 | Germania (bandiera)    | D     | Jeremy Toljan             |
| 17 | Gabon (bandiera)       | A     | Pierre-Emerick Aubameyang |
| 18 | Germania (bandiera)    | C     | Sebastian Rode            |
| 19 | Germania (bandiera)    | C     | Mahmoud Dahoud            |

| N. |                        | Ruolo | Calciatore                |
| -- | ---------------------- | ----- | ------------------------- |
| 20 | Germania (bandiera)    | A     | Maximilian Philipp        |
| 21 | Germania (bandiera)    | A     | André Schürrle            |
| 22 | Stati Uniti (bandiera) | C     | Christian Pulisic         |
| 23 | Giappone (bandiera)    | C     | Shinji Kagawa             |
| 25 | Grecia (bandiera)      | D     | Sōkratīs Papastathopoulos |
| 26 | Polonia (bandiera)     | D     | Łukasz Piszczek           |
| 27 | Germania (bandiera)    | C     | Gonzalo Castro            |
| 29 | Germania (bandiera)    | D     | Marcel Schmelzer          |
| 33 | Germania (bandiera)    | C     | Julian Weigl              |
| 34 | Danimarca (bandiera)   | D     | Jacob Bruun Larsen        |
| 35 | Germania (bandiera)    | P     | Dominik Reimann           |
| 36 | Turchia (bandiera)     | D     | Ömer Toprak               |
| 37 | Germania (bandiera)    | D     | Erik Durm                 |
| 38 | Svizzera (bandiera)    | P     | Roman Bürki               |

## Calciomercato

### Sessione estiva(dall'1/7 al 31/8)
La sessione estiva di calciomercato ha visto il club della Renania Settentrionale-Vestfalia molto attivo dal punto di vista delle entrate: oltre all'esperienza del difensore turco Ömer Toprak sono arrivati, assieme al giovane difensore Dan-Axel Zagadou e ai giovani centrocampisti Maximilian Philipp e Jadon Sancho, i campioni d'Europa Under-21 Mahmoud Dahoud e Jeremy Toljan che, seguendo la politica della squadra, hanno contribuito ad abbassare l'età media dei giocatori. In avanti, le partenze dei giovani Emre Mor e Ousmane Dembélé sono state coperte dall'arrivo dell'esperto attaccante ucraino Andrij Jarmolenko. Da segnalare le cessioni dei giocatori Matthias Ginter e Adrián Ramos, oltre che del veterano del club Sven Bender.
| Acquisti         | Acquisti           | Acquisti             | Acquisti                |
| R.               | Nome               | da                   | Modalità                |
| ---------------- | ------------------ | -------------------- | ----------------------- |
| C                | Mahmoud Dahoud     | Borussia M'gladbach  | definitivo (12 mln €)   |
| D                | Ömer Toprak        | Bayer Leverkusen     | definitivo (12 mln €)   |
| A                | Maximilian Philipp | Friburgo             | definitivo (20 mln €)   |
| D                | Jeremy Toljan      | Hoffenheim           | definitivo (5 mln €)    |
| D                | Dan-Axel Zagadou   | Paris Saint-Germain  | gratuito                |
| A                | Andrij Jarmolenko  | Dinamo Kiev          | definitivo (25 mln €)   |
| C                | Jadon Sancho       | Manchester City      | definitivo (8,73 mln €) |
| Altre operazioni |                    |                      |                         |
| A                | Jacob Bruun Larsen | Borussia Dortmund II |                         |
| A                | Adrian Ramos       | Granada              | fine prestito           |
| D                | Pascal Stenzel     | Friburgo             | fine prestito           |
| D                | Neven Subotic      | Colonia              | fine prestito           |

| Cessioni         | Cessioni        | Cessioni             | Cessioni                     |
| R.               | Nome            | a                    | Modalità                     |
| ---------------- | --------------- | -------------------- | ---------------------------- |
| D                | Matthias Ginter | Borussia M'gladbach  | definitivo (17 mln €)        |
| D                | Sven Bender     | Bayer Leverkusen     | definitivo (12,5 mln €)      |
| A                | Ousmane Dembélé | Barcellona           | definitivo (105 mln €)       |
| A                | Emre Mor        | Celta Vigo           | prestito biennale (13 mln €) |
| A                | Adrián Ramos    | Chongqing Lifan      | definitivo (12 mln €)        |
| D                | Pascal Stenzel  | Friburgo             | definitivo (4 mln €)         |
| Altre operazioni |                 |                      |                              |
| C                | Mikel Merino    | Newcastle Utd        | prestito oneroso (3 mln €)   |
| P                | Hendrik Bonmann | Monaco 1860          | gratuito                     |
| C                | Dzenis Burnic   | Stoccarda            | prestito                     |
| D                | Felix Passlack  | Hoffenheim           | prestito                     |
| D                | Joo-Ho Park     | Borussia Dortmund II |                              |

## Risultati

### Bundesliga

#### Girone di andata
| Arbitro: | Hartmann |

|  |           |                                       |
|  | Marcatori | 22’ Pulisic 27’ Bartra 60’ Aubameyang |

| Arbitro: | Fritz |

|                          |           |  |
| Aubameyang 15’ Şahin 57’ | Marcatori |  |

| Friburgo in Brisgovia 9 settembre 2017, ore 15:30 CEST 3ª giornata | Friburgo | 0 – 0 referto | Borussia Dortmund | Schwarzwald-Stadion (24 000 spett.)\| Arbitro: \| Cortus \| |
| Arbitro:                                                           | Cortus   |               |                   |                                                             |

| Arbitro: | Ittrich |

|                                                                 |           |  |
| Philipp 2’, 69’ Papastathopoulos 45’ Aubameyang 59’ (rig.), 60’ | Marcatori |  |

| Arbitro: | Zwayer |

|  |           |                                       |
|  | Marcatori | 24’ Kagawa 63’ Aubameyang 79’ Pulisic |

| Arbitro: | Gräfe |

|                                                     |           |            |
| Philipp 28’, 38’ Aubameyang 45’, 49’, 62’ Weigl 79’ | Marcatori | 66’ Stindl |

| Arbitro: | Fritz |

|            |           |                          |
| Caiuby 10’ | Marcatori | 4’ Jarmolenko 23’ Kagawa |

| Arbitro: | Aytekin |

|                           |           |                                              |
| Aubameyang 4’, 64’ (rig.) | Marcatori | 10’ Sabitzer 25’ Poulsen 49’ (rig.) Augustin |

| Arbitro: | Hartmann |

|                            |           |                       |
| Haller 64’ (rig.) Wolf 68’ | Marcatori | 19’ Şahin 57’ Philipp |

| Arbitro: | Ittrich |

|                                              |           |                            |
| Jonathas 20’ (rig.) Bebou 40’, 86’ Klaus 60’ | Marcatori | 27’ Zagadou 52’ Jarmolenko |

| Arbitro: | Stieler |

|            |           |                                      |
| Bartra 88’ | Marcatori | 17’ Robben 37’ Lewandowski 67’ Alaba |

| Arbitro: | Willenborg |

|                      |           |             |
| Akolo 5’ Brekalo 51’ | Marcatori | 45’ Philipp |

| Arbitro: | Aytekin |

|                                                             |           |                                                   |
| Aubameyang 12’ Stambouli 18’ (aut.) Götze 20’ Guerreiro 25’ | Marcatori | 61’ Burgstaller 65’ Harit 86’ Caligiuri 90’ Naldo |

| Arbitro: | Hartmann |

|             |           |                |
| Volland 30’ | Marcatori | 73’ Jarmolenko |

| Arbitro: | Gräfe |

|                |           |                            |
| Aubameyang 57’ | Marcatori | 26’ Eggestein 65’ Selassie |

| Arbitro: | Brand |

|  |           |                                 |
|  | Marcatori | 55’ Papastathopoulos 89’ Kagawa |

| Arbitro: | Osmers |

|                                   |           |         |
| Aubameyang 63’ (rig.) Pulisic 89’ | Marcatori | 21’ Uth |

#### Girone di ritorno
| Dortmund 14 gennaio 2018, ore 18:00 CET 18ª giornata | Borussia Dortmund | 0 – 0 referto | Wolfsburg | Signal Iduna Park (80 600 spett.)\| Arbitro: \| Stieler \| |
| Arbitro:                                             | Stieler           |               |           |                                                            |

| Arbitro: | Dingert |

|           |           |            |
| Selke 46’ | Marcatori | 71’ Kagawa |

| Arbitro: | Siebert |

|                      |           |                   |
| Kagawa 9’ Toljan 90’ | Marcatori | 21’, 68’ Petersen |

| Arbitro: | Brand |

|                     |           |                                 |
| Zoller 60’ Meré 70’ | Marcatori | 35’, 62’ Batshuayi 84’ Schürrle |

| Arbitro: | Fritz |

|                         |           |  |
| Batshuayi 49’ Götze 90’ | Marcatori |  |

| Arbitro: | Dankert |

|  |           |          |
|  | Marcatori | 32’ Reus |

| Arbitro: | Gräfe |

|          |           |           |
| Reus 16’ | Marcatori | 73’ Danso |

| Arbitro: | Brych |

|              |           |          |
| Augustin 29’ | Marcatori | 38’ Reus |

| Arbitro: | Aytekin |

|                                    |           |                    |
| Russ 12’ (aut.) Batshuayi 77’, 90’ | Marcatori | 75’ Jović 90’ Blum |

| Arbitro: | Ittrich |

|               |           |  |
| Batshuayi 24’ | Marcatori |  |

| Arbitro: | Dankert |

|                                                              |           |  |
| Lewandowski 5’, 44’, 87’ Rodríguez 14’ Müller 23’ Ribéry 45’ | Marcatori |  |

| Arbitro: | Ittrich |

|                                       |           |  |
| Pulisic 38’ Batshuayi 48’ Philipp 59’ | Marcatori |  |

| Arbitro: | Gräfe |

|                           |           |  |
| Konoplyanka 50’ Naldo 82’ | Marcatori |  |

| Arbitro: | Schmidt |

|                                      |           |  |
| Sancho 13’ Reus 55’, 79’ Philipp 63’ | Marcatori |  |

| Arbitro: | Brych |

|             |           |          |
| Delaney 45’ | Marcatori | 19’ Reus |

| Arbitro: | Siebert |

|             |           |                  |
| Philipp 16’ | Marcatori | 4’ Baku 13’ Mutō |

| Arbitro: | Gräfe |

|                                       |           |          |
| Kramarić 26’ Szalai 63’ Kadeřábek 73’ | Marcatori | 58’ Reus |

### Coppa di Germania
| Arbitro: | Dietz |

|  |           |                                            |
|  | Marcatori | 12’ Bartra 41’ (rig.), 55’, 80’ Aubameyang |

| Arbitro: | Siebert |

|  |           |                                                                 |
|  | Marcatori | 42’ Castro 47’ Isak 73’ (rig.) Jarmolenko 79’ Bartra 90’ Kagawa |

| Arbitro: | Stegemann |

|                        |           |                |
| Boateng 12’ Müller 40’ | Marcatori | 77’ Jarmolenko |

### Supercoppa di Germania
| Arbitro: | Zwayer |

|                                               |                      |                                            |
| Pulisic 12’ Aubameyang 71’                    | Marcatori            | 18’ Lewandowski 88’ (aut.) Bürki           |
| Dembélé Philipp Aubameyang Rode Castro Bartra | Tiri di rigore 4 – 5 | Lewandowski Ribéry Kimmich Rudy Vidal Süle |

### Champions League

#### Fase a gironi
| Arbitro: | Rocchi |

|                      |           |                |
| Son 4’ Kane 15’, 60’ | Marcatori | 11’ Jarmolenko |

| Arbitro: | Kuipers |

|                |           |                           |
| Aubameyang 54’ | Marcatori | 18’ Bale 50’, 79’ Ronaldo |

| Arbitro: | Kulbakov |

|          |           |                      |
| Poté 62’ | Marcatori | 67’ Papastathopoulos |

| Arbitro: | Jug |

|               |           |          |
| Guerreiro 29’ | Marcatori | 51’ Poté |

| Arbitro: | Turpin |

|                |           |                  |
| Aubameyang 31’ | Marcatori | 49’ Kane 76’ Son |

| Arbitro: | Královec |

|                                    |           |                     |
| Mayoral 8’ Ronaldo 12’ Vázquez 81’ | Marcatori | 43’, 49’ Aubameyang |

### Europa League
| Arbitro: | Stefański |

|                                 |           |                 |
| Schürrle 30’ Batshuayi 65’, 90’ | Marcatori | 51’, 56’ Iličić |

| Arbitro: | Manzano |

|           |           |               |
| Tolói 11’ | Marcatori | 83’ Schmelzer |

| Arbitro: | Vinčić |

|              |           |                         |
| Schürrle 62’ | Marcatori | 49’ (rig.), 56’ Berisha |

| 15 marzo 2018, ore 21:05 CET Ottavi di finale | Salisburgo | 0 – 0 referto | Borussia Dortmund | Red Bull Arena (29 520 spett.)\| Arbitro: \| Bastien \| |
| Arbitro:                                      | Bastien    |               |                   |                                                         |

## Statistiche

### Statistiche di squadra
| Competizione           | Punti | In casa | In casa | In casa | In casa | In casa | In casa | In trasferta | In trasferta | In trasferta | In trasferta | In trasferta | In trasferta | Totale | Totale | Totale | Totale | Totale | Totale | DR  |
| Competizione           | Punti | G       | V       | N       | P       | Gf      | Gs      | G            | V            | N            | P            | Gf           | Gs           | G      | V      | N      | P      | Gf     | Gs     | DR  |
| ---------------------- | ----- | ------- | ------- | ------- | ------- | ------- | ------- | ------------ | ------------ | ------------ | ------------ | ------------ | ------------ | ------ | ------ | ------ | ------ | ------ | ------ | --- |
| Bundesliga             | 55    | 17      | 9       | 4       | 4       | 40      | 21      | 17           | 6            | 6            | 5            | 24           | 26           | 34     | 15     | 10     | 9      | 64     | 47     | +17 |
| Coppa di Germania      | -     | 0       | 0       | 0       | 0       | 0       | 0       | 3            | 2            | 0            | 1            | 10           | 2            | 3      | 2      | 0      | 1      | 10     | 2      | +8  |
| Supercoppa di Germania | -     | 1       | 0       | 1       | 0       | 2       | 2       | 0            | 0            | 0            | 0            | 0            | 0            | 1      | 0      | 1      | 0      | 2      | 2      | 0   |
| Champions League       | -     | 3       | 0       | 1       | 2       | 3       | 6       | 3            | 0            | 1            | 2            | 4            | 7            | 6      | 0      | 2      | 4      | 7      | 13     | -6  |
| Europa League          | -     | 2       | 1       | 0       | 1       | 4       | 4       | 2            | 0            | 2            | 0            | 1            | 1            | 4      | 1      | 2      | 1      | 5      | 5      | 0   |
| Totale                 | -     | 23      | 10      | 6       | 7       | 49      | 33      | 25           | 8            | 9            | 8            | 39           | 36           | 48     | 18     | 15     | 15     | 88     | 69     | +19 |

### Andamento in campionato
| Giornata  | 1 | 2 | 3 | 4 | 5 | 6 | 7 | 8 | 9 | 10 | 11 | 12 | 13 | 14 | 15 | 16 | 17 | 18 | 19 | 20 | 21 | 22 | 23 | 24 | 25 | 26 | 27 | 28 | 29 | 30 | 31 | 32 | 33 | 34 |
| --------- | - | - | - | - | - | - | - | - | - | -- | -- | -- | -- | -- | -- | -- | -- | -- | -- | -- | -- | -- | -- | -- | -- | -- | -- | -- | -- | -- | -- | -- | -- | -- |
| Luogo     | T | C | T | C | T | C | T | C | T | T  | C  | T  | C  | T  | C  | T  | C  | C  | T  | C  | T  | C  | T  | C  | T  | C  | C  | T  | C  | T  | C  | T  | C  | T  |
| Risultato | V | V | N | V | V | V | V | P | N | P  | P  | P  | N  | N  | P  | V  | V  | N  | N  | N  | V  | V  | V  | N  | N  | V  | V  | P  | V  | P  | V  | N  | P  | P  |
| Posizione | 1 | 1 | 1 | 1 | 1 | 1 | 1 | 1 | 1 | 2  | 3  | 5  | 5  | 6  | 8  | 6  | 3  | 4  | 6  | 6  | 4  | 3  | 2  | 2  | 3  | 3  | 3  | 3  | 3  | 4  | 3  | 3  | 3  | 4  |

Legenda:

Luogo: C = Casa; T = Trasferta. Risultato: V = Vittoria; N = Pareggio; P = Sconfitta.

### Statistiche dei giocatori
| Giocatore           | Bundesliga | Bundesliga | Bundesliga  | Bundesliga | Coppa di Germania | Coppa di Germania | Coppa di Germania | Coppa di Germania | Supercoppa di Germania | Supercoppa di Germania | Supercoppa di Germania | Supercoppa di Germania | Champions League | Champions League | Champions League | Champions League | Totale   | Totale | Totale      | Totale     |
| Giocatore           | Presenze   | Reti       | Ammonizioni | Espulsioni | Presenze          | Reti              | Ammonizioni       | Espulsioni        | Presenze               | Reti                   | Ammonizioni            | Espulsioni             | Presenze         | Reti             | Ammonizioni      | Espulsioni       | Presenze | Reti   | Ammonizioni | Espulsioni |
| ------------------- | ---------- | ---------- | ----------- | ---------- | ----------------- | ----------------- | ----------------- | ----------------- | ---------------------- | ---------------------- | ---------------------- | ---------------------- | ---------------- | ---------------- | ---------------- | ---------------- | -------- | ------ | ----------- | ---------- |
| R. Bürki            | 33         | 0          | 4           | 0          | 3                 | 0                 | 0                 | 0                 | 1                      | 0                      | 0                      | 0                      | 6                | 0                | 0                | 0                | 43       | 0      | 4           | 0          |
| D. Reimann          | -          | -          | -           | -          | -                 | -                 | -                 | -                 | -                      | -                      | -                      | -                      | -                | -                | -                | -                | -        | -      | -           | -          |
| R. Weidenfeller     | 2          | 0          | 0           | 0          | -                 | -                 | -                 | -                 | -                      | -                      | -                      | -                      | 1                | 0                | 0                | 0                | 3        | 0      | 0           | 0          |
| M. Akanji           | 11         | 0          | 2           | 0          | -                 | -                 | -                 | -                 | -                      | -                      | -                      | -                      | -                | -                | -                | -                | 11       | 0      | 2           | 0          |
| M. Bartra           | 12         | 2          | 1           | 0          | 3                 | 2                 | 0                 | 0                 | 1                      | 0                      | 0                      | 0                      | 4                | 0                | 1                | 0                | 20       | 4      | 2           | 0          |
| J. Beste            | -          | -          | -           | -          | 1                 | 0                 | 0                 | 0                 | -                      | -                      | -                      | -                      | -                | -                | -                | -                | 1        | 0      | 0           | 0          |
| E. Durm             | -          | -          | -           | -          | -                 | -                 | -                 | -                 | -                      | -                      | -                      | -                      | -                | -                | -                | -                | -        | -      | -           | -          |
| S. Papastathopoulos | 30         | 2          | 5           | 1          | 3                 | 0                 | 1                 | 0                 | 1                      | 0                      | 1                      | 0                      | 5                | 1                | 1                | 0                | 39       | 3      | 8           | 1          |
| Ł. Piszczek         | 24         | 0          | 3           | 0          | 1                 | 0                 | 0                 | 0                 | 1                      | 0                      | 0                      | 0                      | 2                | 0                | 0                | 0                | 28       | 0      | 3           | 0          |
| M. Schmelzer        | 18         | 0          | 3           | 0          | 2                 | 0                 | 0                 | 0                 | -                      | -                      | -                      | -                      | 4                | 0                | 1                | 0                | 24       | 0      | 4           | 0          |
| J. Toljan           | 16         | 1          | 1           | 0          | 1                 | 0                 | 0                 | 0                 | -                      | -                      | -                      | -                      | 4                | 0                | 3                | 0                | 21       | 1      | 4           | 0          |
| Ö. Toprak           | 26         | 0          | 1           | 0          | 1                 | 0                 | 0                 | 0                 | -                      | -                      | -                      | -                      | 6                | 0                | 1                | 0                | 33       | 0      | 2           | 0          |
| D. Zagadou          | 11         | 1          | 0           | 1          | 1                 | 0                 | 1                 | 0                 | 1                      | 0                      | 1                      | 0                      | 2                | 0                | 0                | 0                | 15       | 1      | 2           | 1          |
| G. Castro           | 19         | 0          | 3           | 0          | 2                 | 1                 | 0                 | 0                 | 1                      | 0                      | 0                      | 0                      | 3                | 0                | 1                | 0                | 25       | 1      | 4           | 0          |
| M. Dahoud           | 23         | 0          | 4           | 0          | 3                 | 0                 | 1                 | 0                 | 1                      | 0                      | 0                      | 0                      | 3                | 0                | 0                | 0                | 30       | 0      | 5           | 0          |
| M. Götze            | 23         | 2          | 1           | 0          | -                 | -                 | -                 | -                 | -                      | -                      | -                      | -                      | 5                | 0                | 0                | 0                | 28       | 2      | 1           | 0          |
| S. Kagawa           | 19         | 5          | 0           | 0          | 3                 | 1                 | 0                 | 0                 | -                      | -                      | -                      | -                      | 5                | 0                | 0                | 0                | 27       | 6      | 0           | 0          |
| R. Guerreiro        | 9          | 1          | 0           | 0          | 2                 | 0                 | 0                 | 0                 | -                      | -                      | -                      | -                      | 3                | 1                | 0                | 0                | 14       | 2      | 0           | 0          |
| S. Rode             | -          | -          | -           | -          | -                 | -                 | -                 | -                 | 1                      | 0                      | 1                      | 0                      | -                | -                | -                | -                | 1        | 0      | 1           | 0          |
| N. Şahin            | 18         | 2          | 2           | 0          | 2                 | 0                 | 0                 | 0                 | 1                      | 0                      | 0                      | 0                      | 3                | 0                | 0                | 0                | 24       | 2      | 2           | 0          |
| S. Gómez            | 2          | 0          | 0           | 0          | -                 | -                 | -                 | -                 | -                      | -                      | -                      | -                      | -                | -                | -                | -                | 2        | 0      | 0           | 0          |
| J. Weigl            | 25         | 1          | 4           | 0          | 1                 | 0                 | 0                 | 0                 | -                      | -                      | -                      | -                      | 5                | 0                | 2                | 0                | 31       | 1      | 6           | 0          |
| M. Batshuayi        | 10         | 7          | 2           | 0          | -                 | -                 | -                 | -                 | -                      | -                      | -                      | -                      | -                | -                | -                | -                | 10       | 7      | 2           | 0          |
| A. Isak             | 5          | 0          | 0           | 0          | 3                 | 1                 | 1                 | 0                 | -                      | -                      | -                      | -                      | 1                | 0                | 0                | 0                | 9        | 1      | 1           | 0          |
| M. Philipp          | 20         | 9          | 0           | 0          | 2                 | 0                 | 0                 | 0                 | 1                      | 0                      | 0                      | 0                      | 3                | 0                | 0                | 0                | 26       | 9      | 0           | 0          |
| C. Pulisic          | 32         | 4          | 1           | 0          | 1                 | 0                 | 0                 | 0                 | 1                      | 1                      | 0                      | 0                      | 5                | 0                | 0                | 0                | 39       | 5      | 1           | 0          |
| M. Reus             | 11         | 7          | 1           | 0          | -                 | -                 | -                 | -                 | -                      | -                      | -                      | -                      | -                | -                | -                | -                | 11       | 7      | 1           | 0          |
| J. Sancho           | 12         | 1          | 0           | 0          | -                 | -                 | -                 | -                 | -                      | -                      | -                      | -                      | -                | -                | -                | -                | 12       | 1      | 0           | 0          |
| A. Schürrle         | 18         | 1          | 0           | 0          | 3                 | 0                 | 0                 | 0                 | -                      | -                      | -                      | -                      | 1                | 0                | 0                | 0                | 22       | 1      | 0           | 0          |
| A. Jarmolenko       | 18         | 3          | 0           | 0          | 2                 | 2                 | 0                 | 0                 | -                      | -                      | -                      | -                      | 6                | 1                | 0                | 0                | 26       | 6      | 0           | 0          |
| P. Aubameyang       | 16         | 13         | 0           | 1          | 1                 | 3                 | 0                 | 0                 | 1                      | 1                      | 0                      | 0                      | 6                | 4                | 0                | 0                | 24       | 21     | 0           | 1          |
| J. Larsen           | 1          | 0          | 0           | 0          | -                 | -                 | -                 | -                 | -                      | -                      | -                      | -                      | -                | -                | -                | -                | 1        | 0      | 0           | 0          |
| F. Passlack         | 1          | 0          | 0           | 0          | 1                 | 0                 | 0                 | 0                 | 1                      | 0                      | 1                      | 0                      | -                | -                | -                | -                | 3        | 0      | 1           | 0          |
| N. Subotić          | 4          | 0          | 1           | 0          | -                 | -                 | -                 | -                 | -                      | -                      | -                      | -                      | 1                | 0                | 0                | 0                | 5        | 0      | 1           | 0          |
| O. Dembélé          | -          | -          | -           | -          | -                 | -                 | -                 | -                 | 1                      | 0                      | 0                      | 0                      | -                | -                | -                | -                | 1        | 0      | 0           | 0          |